# Pyrenopeziza umbellatorum
Pyrenopeziza umbellatorum är en svampart som först beskrevs av Vincenzo de Cesati, och fick sitt nu gällande namn av Rehm 1912. Pyrenopeziza umbellatorum ingår i släktet Pyrenopeziza, ordningen disksvampar, klassen Leotiomycetes, divisionen sporsäcksvampar och riket svampar.   Inga underarter finns listade i Catalogue of Life.